# 布霍羅克
47°44′51″N 31°47′14″E / 47.74750°N 31.78722°E
布霍羅克（烏克蘭語：Бугорок），是烏克蘭南部尼古拉耶夫州沃兹涅先斯克区葉拉涅茨市鎮的村落。始建於1925年，面積0.06平方公里，海拔高度108米，人口密度每平方公里100人。